# کیرشایلینگن
کیرشایلینگن (به آلمانی: Kirchheilingen) یک شهر در آلمان است که در اونستروت-هاینیش واقع شده‌است. کیرشایلینگن ۸۶۳ نفر جمعیت دارد.